# Dubiaranea silvicola
Dubiaranea silvicola là một loài nhện trong họ Linyphiidae. Loài này được phát hiện ở Colombia.